# Matthieu Contarelli
Matthieu Contarelli, également dénommé Matteo Contarelli, né Matthieu Cointerel en 1519 à Morannes, en Anjou, en France, et mort le 29 décembre 1585 à Rome en Italie, est un cardinal français.

## Biographie
Matthieu Contarelli rencontre à Bologne le cardinal Ugo Boncompagni (futur Grégoire XIII) et devient prêtre à Rome où il est mandaté par le pape Paul IV auprès du cardinal Hippolyte d'Este comme secrétaire lors du voyage de ce dernier en France auprès du roi François Ier en 1536. Il est créé cardinal en 1584 par Grégoire XIII au titre cardinalice de Saint-Étienne au mont Celio ainsi que secrétaire des brefs pontificaux.
Matthieu Contarelli fut un grand mécène artistique. Il est à l'initiative de la construction de l'église Santa Sinforosa dite del Gesù de Tivoli (achevée en 1587). Mais il est resté particulièrement célèbre pour avoir œuvré avec Catherine de Médicis à la reconstruction de l'église Saint-Louis-des-Français de Rome achevée en 1589 (il a fait refaire à ses propres frais la façade de l'église) où une chapelle, dite Contarelli, est décorée de trois tableaux du Caravage (La Vocation de saint Matthieu, saint Matthieu et l'Ange, et Le Martyre de saint Matthieu).